# Nijopole
Nijopole ( în macedoneană Нижеполе, Nijepole  ; în Xhinxhopolë Xhinxhopolë Xhinxhopolë Xhinxhopolë ; în greacă : Νιζόπολη     , Nizopolu, în aromână Nijopolea) este un sat de munte în comuna Bitola din Republica Macedonia. În mod tradițional, satul are o majoritate aromână. 

## Geografia
Acesta este situat în Muntele Baba, în zona Pelagonia, la 12 km vest de Bitola.

## Istoria

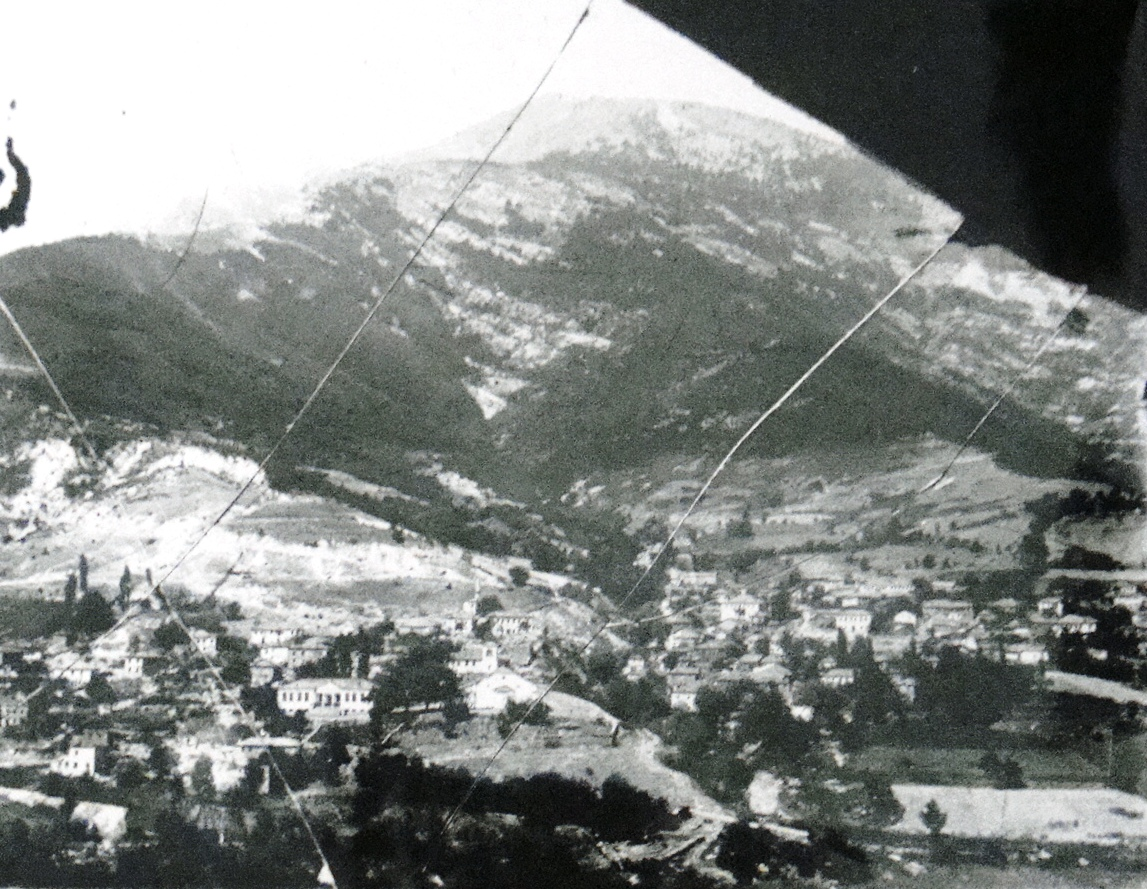
Panoramă din Nijopole în 1905 Foto: Frații Manakia

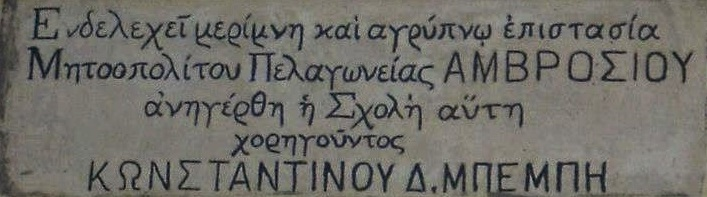
Inscripția ctitorească a școlii grecești din Nijopole cu numele Mitropolitului Ambrosios Stavrinos și Konstantinos Bembis

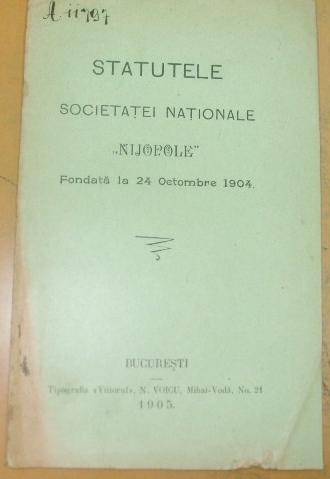
Statutul Societății Naționale Române "Nijopole", 1905

În secolul al XIX-lea, Nisepole este un mare sat mixt bulgaro-aromân în caaza Bitola  al Imperiului otoman . Biserica Sf. Parascheva a fost construită în 1835.  Din secolul al XIX-lea, există Biserica Sfântul Atanasie . În sat există o biserică " Sf. Parascheva " și o moschee. Locuitorii din Nijopole au legături comerciale cu Tesalia .  În 1870 a fost deschisă o școală greacă, care a fost închisă în 1914 de către autoritățile sârbe. 
Alexandre Synvet (" Les Grecs de l'Empire Ottoman. Etude Statistique et Ethographique "), pe baza datelor grecești, scria în 1878 că 1000 de greci locuiesc în Nizopolis. Etnografia Adrianopolului, a Monastirului și a Salonicului , publicată în Constantinopol în 1878 și care reflectă statisticile populației 1873 bărbați, Magarovo , Tirnovo și Tchontchopoli (Magarovo, Tirnovo et Tchontchopoli), sunt numite în mod colectiv populația de 3000 de aromâni și 500 de albanezi . În 1881, Gușu Marku a deschis o școală românească în Nijopole. Conform statisticilor Vasil Kanchov ( " Macedonia. Etnografie și statistici ") din 1900 Nizho Polje sau Jinja Polje are 2030 de locuitori, 190 dintre acestea sunt bulgari creștini , 250 arnăuți creștini și 1590 vlahii creștini.
După revolta de Sfântul Ilie (Ilinden), la începutul anului 1904, bulgarii din Nijopole au trecut sub conducerea exarhatului bulgar .   Propaganda română a apărut în Nijopole și unii dintre locuitorii săi au abandonat limba greacă .  Potrivit secretarului bulgar Exarhatul Dimitar Mishev ( „ La et sa Populație salată Chrétienne “) , în 1905 , în Nizhopole are  160 de bulgari și 780 vlahi și funcționează școala  greacă și românească. 
La izbucnirea războiului din Balcani în 1912, un bărbat din Nijopole era voluntar în Corpul macedonean-adrianopol.
În 1961, Nijopole avea 577 de locuitori. După aceasta, emigrarea în masă a început în sat, cu cel mai mare număr de emigranți nijopoleni care se mută în Bitola, țările de peste mări și Europa.  Conform recensământului din 2002, satul are 186 de locuitori după cum urmează: 
| naționalitate | tot |
| macedoneni    | 47  |
| albanezi      | 30  |
| turci         | 4   |
| romi          | 0   |
| aromâni       | 105 |
| sârbi         | 0   |
| bosniaci      | 0   |
| alte          | 0   |

Nijopole se află în raza mănăstirii Stavropol din Arhiepiscopia ortodoxă din Ohrid a Sfântului Ioan Gură de Aur . 

## Personalități
Născute în Nijopole
- Vasile Tolev Țanovski (1922 - 1944), un partizan iugoslav, un luptător NOVM și oa treia brigadă de partid grevă macedoneană [7]
- Vasile Kovata (1879 - 1942), editor și avocat român
- Vasko Tașkovski (1937), artist din Republica Macedonia de Nord
- Ghena Nakovska (p.1959), poet aromân
- Theodoros Adam , căpitan grec al antarților